# Siščani
Siščani je naselje u Republici Hrvatskoj, u sastavu Grada Čazme, Bjelovarsko-bilogorska županija.

## Stanovništvo
Prema popisu stanovništva iz 2001. godine, naselje je imalo 345 stanovnika te 106 obiteljskih kućanstava.

Prema popisu stanovništva 2011. godine naselje je imalo 309 stanovnika.
| broj stanovnika | 634   | 769   | 824   | 853   | 786   | 876   | 803   | 836   | 757   | 752   | 660   | 476   | 394   | 351   | 345   | 309   | 276   |
|                 | 1857. | 1869. | 1880. | 1890. | 1900. | 1910. | 1921. | 1931. | 1948. | 1953. | 1961. | 1971. | 1981. | 1991. | 2001. | 2011. | 2021. |

## Selo roda
Uz najpoznatiji Čigoč i Siščani su poznati kao "Selo roda" u, selu se nalazi preko 60 gnijezda roda.